# Gonomyia malitia
Gonomyia malitia är en tvåvingeart som beskrevs av Alexander 1973. Gonomyia malitia ingår i släktet Gonomyia och familjen småharkrankar. Inga underarter finns listade i Catalogue of Life.